# Opyš

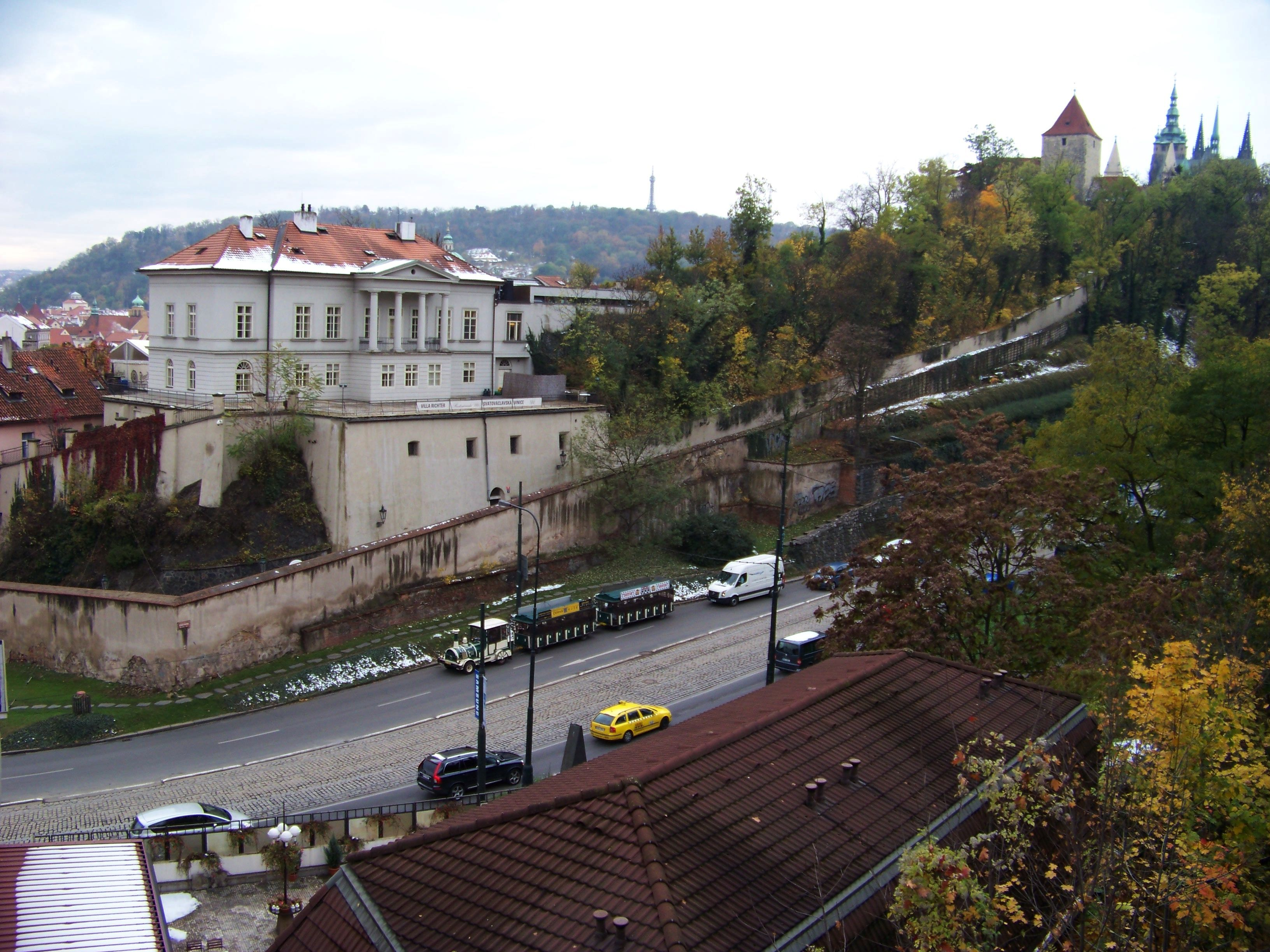
Opyš klesající od Černé věže Pražského hradu (vpravo) směrem ke Klárovu

Opyš je geomorfologický tvar, který má obvykle charakter úzkého hřbetu. Je to zadní, klesající a zužující se konec skalního ostrohu. Původ výrazu "opyš" není jasný, existuje  hypotéza, že toto slovo znamenalo "ocas" a význam byl přenesen jako označení terénního útvaru.
Vlastním jménem Opyš se také označuje spodní část ostrohu, na kterém stojí Pražský hrad. Kromě toho se ještě vrch jménem Opyš (516 m n. m.), místně známý také jako Vobyš, nachází v chráněné krajinné oblasti Křivoklátsko na katastru středočeského Drozdova mezi Zbirohem a Žebrákem.